# Quello che donna vuole...
Quello che donna vuole... (Red Hair) è un film muto del 1928 diretto da Clarence G. Badger.

## Trama
"Bubbles" McCoy è a caccia di un marito ricco. La ragazza, una modesta manicure, riesce a mettere il laccio al collo al ricco Robert Lennon il quale, nonostante i suoi amici lo mettano in guardia contro Bubbles, annuncia il loro fidanzamento. Ma al ricevimento alla ragazza salta la mosca al naso per come viene trattata: strappandosi gli abiti di dosso, si getta mezza nuda nella piscina. Robert, sempre più innamorato, si precipita a salvarla e a tirarla fuori dall'acqua.

## Produzione

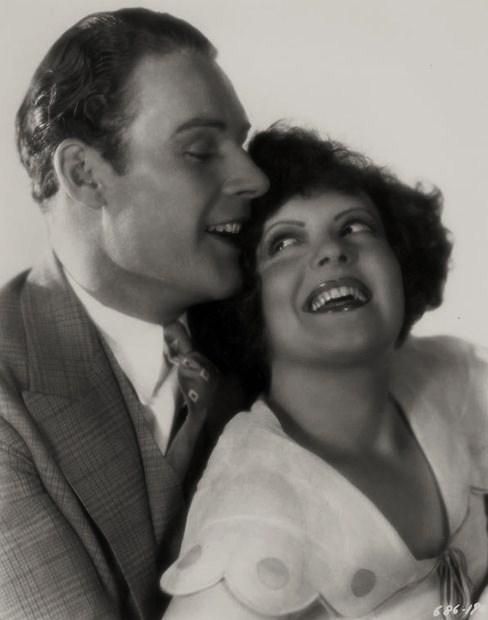
Lane Chandler e Clara Bow

Il film fu prodotto dalla Paramount Famous Lasky Corporation. Venne girato dal 13 dicembre 1927 al 9 gennaio 1928 in California, a Ocean Park e all'isola di Santa Catalina in B/N ma anche utilizzando il technicolor two strip per le sequenze a colori.
Fu il primo dei quattro film interpretati da Clara Bow prodotti dalla Paramount nel 1928.
Lane Chandler rimpiazzò all'ultimo minuto Gary Cooper.

## Distribuzione
Distribuito dalla Paramount Pictures, il film - presentato da Jesse L. Lasky e da Adolph Zukor - uscì nelle sale cinematografiche statunitensi il 10 marzo 1928. Nello stesso anno, fu distribuito anche in Germania dalla Paramount-Ufa-Metro-Verleihbetriebe GmbH (Parufamet) con il titolo Vier Herren suchen Anschluß, mentre in Austria venne usato il titolo Rotes Haar.
Il film è presumibilmente perduto. Un frammento della pellicola (un positivo 35 mm) viene conservato negli archivi dell'UCLA.